# Quazépam
Le quazépam est un produit chimique, une benzodiazépine développée par la Schering Corporation dans les années 1970. Celle-ci est commercialisée en Espagne, aux États-Unis, en Italie et au Japon notamment, mais pas en Belgique, ni en France ou en Suisse.